# Фудбалска репрезентација Кајманских Острва
Фудбалска репрезентација Кајманских Острва (енгл. Cayman Islands national football team) је фудбалски тим који представља Кајманска Острва на међународним такмичењима под контролом Фудбалског савеза Кајманских Острва који се налази у оквиру Карипске фудбалске уније и КОНКАКАФ-а. Такође је члан ФИФА.
Домаћи терен репрезентације Кајманских острва је стадион Труман Боден у Џорџтаун, а њихов главни тренер је Бенџамин Пух. Пре именовања Пуха за селектора, репрезентација Кајманског острва није успела да победи ни у једној утакмици у више од 9 година, и пала на 206. место на ФИФАиној Светској ранг листи. После су напредовали за 13 места на ранг листи; освојивши 4 од 6 квалификација за Националну лигу (укључујући победу против Барбадоса).

## Историа
С обзиром на статус Кајманских острва као једне од британских прекоморских територија, 2000. године, национални тим је то покушао да искористи као рупу за позивање бројних играча без ограничења који поседују британске пасоше, али који немају посебне везе са острвима. Бари МекИнтош, фудбалски агент, позван је да извиди играче за предстојеће квалификације за Светско првенство против репрезентације Кубе, и на крају је обезбедио осам играча, односно Вејн Алисон (Транмер Роверс), Гед Бранан (Мадервил), Давид Барнет (Линколн сити), Мартин О'Конор (Бирмингам сити), Двејн Пламер (Бристол сити), Бари Хејлс (Фулам), Невиле Роч (Саутенд јунајтед) и Нил Шарпа (Борхам Вуд). Са изузетком Алисона, сви играчи су се појавили у пријатељском поразу од 5:0 против ДЦ Унитеда, али пре него што су могли да се појаве на било ком званичном међународном такмичењу, ФИФА се умешала и забранила играчима да представљају Кајманска острва због неуспеха да испуне постојећа правила за подобност репрезентације. Од осам играча, само је Хајлс играо међународни фудбал, играјући за национални тим Јамајке на десет утакмица.

## Такмичарска достигнућа

### Светско првенство
| Светско првенство у фудбалу | Светско првенство у фудбалу | Светско првенство у фудбалу | Светско првенство у фудбалу | Светско првенство у фудбалу | Светско првенство у фудбалу | Светско првенство у фудбалу | Светско првенство у фудбалу | Светско првенство у фудбалу |        | Квалификације за Светско првенство у фудбалу | Квалификације за Светско првенство у фудбалу | Квалификације за Светско првенство у фудбалу | Квалификације за Светско првенство у фудбалу | Квалификације за Светско првенство у фудбалу | Квалификације за Светско првенство у фудбалу |
| Година                      | Коло                        | Позиција                    | Ута                         | П                           | Н*                          | И                           | ГД                          | ГП                          | Ута    | П                                            | Н*                                           | И                                            | ГД                                           | ГП                                           |                                              |
| --------------------------- | --------------------------- | --------------------------- | --------------------------- | --------------------------- | --------------------------- | --------------------------- | --------------------------- | --------------------------- | ------ | -------------------------------------------- | -------------------------------------------- | -------------------------------------------- | -------------------------------------------- | -------------------------------------------- | -------------------------------------------- |
| 1930. до 1994               | Кије учествовала            | Кије учествовала            | Кије учествовала            | Кије учествовала            | Кије учествовала            | Кије учествовала            | Кије учествовала            | Кије учествовала            |        |                                              |                                              |                                              |                                              |                                              |                                              |
| 1998.                       | Није се квалификовала       | Није се квалификовала       | Није се квалификовала       | Није се квалификовала       | Није се квалификовала       | Није се квалификовала       | Није се квалификовала       | Није се квалификовала       | 2      | 0                                            | 0                                            | 2                                            | 0                                            | 6                                            |                                              |
| 2002.                       | Није се квалификовала       | Није се квалификовала       | Није се квалификовала       | Није се квалификовала       | Није се квалификовала       | Није се квалификовала       | Није се квалификовала       | Није се квалификовала       | 2      | 0                                            | 1                                            | 1                                            | 0                                            | 4                                            |                                              |
| 2006.                       | Није се квалификовала       | Није се квалификовала       | Није се квалификовала       | Није се квалификовала       | Није се квалификовала       | Није се квалификовала       | Није се квалификовала       | Није се квалификовала       | 2      | 0                                            | 0                                            | 2                                            | 1                                            | 5                                            |                                              |
| 2010.                       | Није се квалификовала       | Није се квалификовала       | Није се квалификовала       | Није се квалификовала       | Није се квалификовала       | Није се квалификовала       | Није се квалификовала       | Није се квалификовала       | 2      | 0                                            | 1                                            | 1                                            | 2                                            | 4                                            |                                              |
| 2014.                       | Није се квалификовала       | Није се квалификовала       | Није се квалификовала       | Није се квалификовала       | Није се квалификовала       | Није се квалификовала       | Није се квалификовала       | Није се квалификовала       | 6      | 0                                            | 1                                            | 5                                            | 2                                            | 15                                           |                                              |
| 2018.                       | Није се квалификовала       | Није се квалификовала       | Није се квалификовала       | Није се квалификовала       | Није се квалификовала       | Није се квалификовала       | Није се квалификовала       | Није се квалификовала       | 2      | 0                                            | 2                                            | 0                                            | 1                                            | 1                                            |                                              |
| 2022.                       | Није се квалификовала       | Није се квалификовала       | Није се квалификовала       | Није се квалификовала       | Није се квалификовала       | Није се квалификовала       | Није се квалификовала       | Није се квалификовала       | 4      | 0                                            | 1                                            | 3                                            | 2                                            | 18                                           |                                              |
| 2026.                       | У току                      | У току                      | У току                      | У току                      | У току                      | У току                      | У току                      | У току                      | У току | У току                                       | У току                                       | У току                                       | У току                                       | У току                                       |                                              |
| Укупно                      | –                           | 0/22                        | –                           | –                           | –                           | –                           | –                           | –                           | 20     | 0                                            | 6                                            | 14                                           | 8                                            | 53                                           |                                              |